# 64ª sessione dell'Assemblea generale delle Nazioni Unite
La 64ª sessione dell'Assemblea generale delle Nazioni Unite si è svolta dal 6 ottobre 2009 al 13 settembre 2010.
Le sessioni sono state presiedute da Ali Abdussalam Treki, rappresentante della Libia.